# 佐賀大学美術館
佐賀大学美術館（さがだいがくびじゅつかん）は、佐賀県佐賀市本庄町本庄の佐賀大学本庄キャンパス構内にある美術館。

## 設立の経緯・運営
2013年10月1日、佐賀大学と佐賀医科大学の統合10周年記念事業の一環として本庄キャンパス北側正門そばに開館した。佐賀大学中期計画及びキャンパスマスタープラン2010の中で位置づけられた、佐賀市民や県民に対して開かれた大学をイメージさせる施設として、新たな正門と合わせて整備された。
佐賀大学は1953年に全国7大学に設置された高校美術教員の養成を目的とした「特別教科（美術・工芸）教員養成課程」を九州で唯一持っていた。
美術館では、卒業生や現役学生、歴代教員などの作品展示が行われている。
なお、国立大学法人で単館の美術館を有するのは東京芸術大学に次いで2例目（京都工芸繊維大学は美術資料館。私立大学では武蔵野美術大学や多摩美術大学などが美術館を有する）であり、地方の総合大学としては初めてである。
大学職員・学生以外も利用できるカフェが併設されている。
愛称は「SUAM」（スアム）で「THE SAGA UNIVERSITY ART MUSEUM」の頭文字。

## 主な収蔵品
佐賀大学元教員、卒業生の絵画・彫刻・工芸作品を所蔵している。

## 基礎データ

### 建物
建物は2階建ての鉄骨造である。
建築面積1,471.50m2、延べ床面積1,736.79m2。
- 1階
  - スタジオ
  - ギャラリー
  - ロビー
  - カフェ
  - プロムナード
  - 中庭
  - ショップ（2016年現在、運営されていない）
  - トイレ
  - 展示準備室・収蔵庫
  - インフォメーション・事務室・書庫
  - 守衛室
- 2階
  - 特別展示室
  - 小展示室
  - 歴史展示スペース
  - カフェ
  - ブリッジ
  - 空調機械室